# Ring of Honor
ROH Acquisition Co., LLC, o simplemente Ring of Honor (ROH), es una empresa de lucha libre profesional estadounidense con base en Jacksonville, Florida, fue fundada en 2002 por Rob Feinstein y Gabe Sapolsky.
ROH fue propiedad privada del fundador Rob Feinstein hasta 2004. La promoción estuvo bajo la propiedad de Cary Silkin de 2004 a 2011, antes de ser vendida a Sinclair Broadcast Group en 2011 hasta 2022 que luego vendió a Tony Khan en 2022. ROH realiza eventos en vivo, grabaciones de televisión y eventos pago por visión principalmente en los Estados Unidos. Algunos eventos incluyen Anniversary Show, Supercard of Honor (llevado a cabo durante el fin de semana de WrestleMania), Death Before Dishonor, Best in the World, Glory by Honor y Final Battle (su evento más grande). También organiza los torneos anuales de Survival of the Fittest y Tag Wars.
En 2009, ROH firmó un contrato de televisión con HDNet que transmitió sus programas semanalmente hasta 2011. Desde septiembre de 2011, el programa de televisión insignia de la promoción, Ring of Honor Wrestling, fue distribuido semanalmente en los Estados Unidos en las estaciones de televisión locales propiedad de Sinclair hasta 2022. A partir del 27 de junio de 2016, los programas semanales de ROH comenzaron a transmitirse por FITE TV.
El 27 de octubre de 2021, ROH anunció que todos los talentos y el personal habían sido liberados de sus contratos de la empresa entrando en una pausa de operaciones.
Ring of Honor fue considerada en el pasado una importante promoción de lucha libre en los Estados Unidos (junto con la WWE e Impact Wrestling). A mediados de 2017, se vio que ROH había superado a Impact a través de sus acuerdos de intercambio de talentos con empresas de lucha libre con sede fuera de los Estados Unidos; mayor visibilidad en televisión a través de Sinclair; y el eventual establecimiento de su propio servicio de transmisión por streaming en 2018 pero ROH fue vista como una promoción más pequeña en comparación con la WWE, debido al gran respaldo financiero y sus respectivos acuerdos de televisión en los Estados Unidos.
La empresa también apareció en la película El luchador (título original en inglés; The Wrestler), donde se organizó el combate final entre Randy "The Ram" Robinson (Mickey Rourke) y The Ayatollah (Ernest "The Cat" Miller). Varios luchadores, incluyendo Nigel McGuinness, Claudio Castagnoli y Bobby Dempsey aparecieron en la película durante las escenas de ROH.

## Historia

### 2001-2007

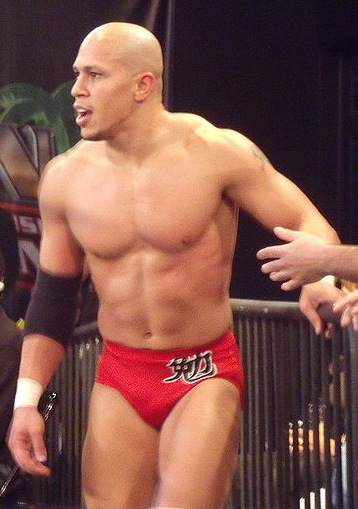
Low Ki, uno de los Padres Fundadores de ROH y el primer Campeón de la empresa.

En abril de 2001, la compañía de distribución de vídeos de lucha libre profesional RF Video quería tener una nueva promocioón para sus ventas, puesto que su mejor cliente, la Extreme Championship Wrestling (ECW), quebró ese mismo año. Mientras tanto, RF Video grabó varias empresas pequeñas y locales, pero el propietario de RF Video, Rob Feinstein, decidió llenar el vacío que dejó la ECW creando su propia promoción, para así vender sus eventos en DVD y VHS. El primer evento, llamado The Era of Honor Begins, tuvo lugar el 23 de febrero de 2002 en Filadelfia, Pensilvania. El evento tuvo varias luchas, incluyendo el combate entre Eddy Guerrero y Super Crazy para coronar al primer Campeón Intercontinental Peso Pesado de la IWA y un combate entre Christopher Daniels, Bryan Danielson y Low Ki, quienes más adelante serían conocidos como los "padres fundadores de ROH". En su primer año, ROH realizó diez eventos en Filadelfia, dos en Wakefield, Massachusetts; una en Pittsburg, Pensilvania y una en Queens, Nueva York. En 2003, ROH se expandió a otras áreas como Ohio, Nueva Jersey, Connecticut y Maryland. También tuvo una relación internacional con la empresa británica Frontier Wrestling Alliance.
En 2004 Finstein tuvo un problema legal, incluyendo abusos a menores, por lo que dejó la compañía en junio de ese año.
Debido a este escándalo, la empresa Total Nonstop Action Wrestling, la cual tenía varios luchadores en plantilla, retiró todo su talento de los eventos de ROH, incluyendo a luchadores como A.J. Styles o Christopher Daniels. Doug Gentry fue el sucesor de Feinstein, pero poco después se lo vendió a Cary Silkin.
ROH empezó su a distribuir sus productos por su cuenta a través de su páginas web, vendiendo DVD de los eventos y entrevistas a luchadores y mánager, además de artículos de otras empresas rivales.
El 23 de enero de 2007, se anunciaron planes para realizar una gira por Japón,
el cual se dio el 16 de julio en Tokio con la ayuda de la empresa Pro Wrestling NOAH y el 17 de julio en Osaka junto a Dragon Gate. Poco después, ROH se convirtió en la primera empresa con base en Estados Unidos en tener todos su títulos copados por estrellas extranjeras:: el equipo de Dragon Gate de Naruki Doi & Shingo consiguieron el Campeonato Mundial en Parejas de ROH y la estrella de Pro Wrestling NOAH Takeshi Morishima tuvo el Campeonato Mundial de ROH.
El 2 de mayo de 2007, Ring of Honor anunció que había firmado un contrato de PPV y VOD con G-Funk Sports & Entertainment para así, poder emitirse en todas las casa con In Demand Networks, TVN y Dish Network. Debido a este contrato, se grabaron seis eventos en PPV para emitirlos cada dos meses. Sin embargo, debido al contrato que le permitió acceder a las plataformas de PPV, la empresa TNA sacó a sus luchadores con contrato (Austin Aries y Homicide) de todos los eventos de ROH. El primer PPV, Respect is Earned", se grabó el 12 de mayo y se emitió el 1 de julio en Dish Network.

### 2008-2014
Ring of Honor continuó su expansión en 2008, participando en varios eventos de Dragon Gate: Challenge II en Orlando, Florida el 28 de marzo, en Manassas, Virginia el 9 de mayo en Southern Navigation y en Toronto, Ontario el 25 de julio en Northern Navigation. El 10 de mayo de 2008, ROH alcanzó su máxima audiencia en su evento A New Level, celebrado en el Hammerstein Ballroom en el Manhattan Center en Nueva York. El 26 de octubre de 2008, la compañía anunció el despido del booker principal de la empresa, Gabe Sapolsky y su sustituto, Adam Pearce.
El 26 de enero de 2009, ROH firmó un acuerdo con HDNet Fights para crear un programa televisivo semanal. Las primeras grabaciones de Ring of Honor Wrestling fueron el 28 de febrero y el 1 de marzo de 2009 en The Arena, en Filadelfia, Pensilvania. Aun año después, se crearía un nuevo título, el Campeonato Mundial Televisivo de ROH, celebrándose un torneo de 8 luchadores para determinar el ganador. El torneo tuvo lugar el 5 y 6 de febrero de 2010. Sin embargo, debido a la tormenta eléctrica del 2010, la segunda mitad del torneo no se celebró hasta el 5 de marzo de 2010, donde Eddie Edwards derrotó a Davey Richards en la final.
El 15 de agosto de 2010, ROH despidió a Pearce como booker de la empresa, reemplazándole Hunter Johnston (Delirious). El 8 de septiembre, ROH anunció que, gracias a Jim Cornette, quien trabajaba en ROH y en la Ohio Valley Wrestling, ambas empresas habían logrado un acuerdo para hacer eventos conjuntos.
El 11 de enero de 2011, el contrato televisivo con HDNet llegó a su fin, terminando el programa semanal de Ring of Honor Wrestling. Las últimas grabaciones fueron el 21 y 22 de enero, emitiéndose el último episodio el 4 de abril. Además, el 21 de mayo de 2011, el Sinclair Broadcast Group anunció la compra de Ring of Honor. Esto les proporcionó otro programa televisivo, manteniendo los derechos sobre programas anteriores y dejando al anterior propietario de ROH, Cary Silkin, en un puesto de ejecutivo. El programa se emitió de nuevo el 24 de septiembre de 2011, en las estaciones de Sinclair, liderando el prime time de los fines de semana en sus afiliados, CW y MyNetworkTV.

### 2014-2017
En 2014, Ring of Honor comenzó  anunciar el regreso de AJ Styles después de una ausencia de siete años. Styles regresó en la primera grabación de televisión del año de ROH desde Nashville, Tennessee. El 22 de febrero, antes de su grabación televisiva del 12th Anniversary Weekend, ROH anunció una asociación con la promoción de lucha profesional japonesa número uno, New Japan Pro-Wrestling. El anuncio incluyó un vídeo promocional y palabras del presidente de NJPW, Naoki Sugabayashi. ROH y NJPW realizaron su primer espectáculo co-promocionado, Global Wars, el 10 de mayo desde el Ted Reeve Arena en Toronto, Canadá. Una semana después, desde el Hammerstein Ballroom con entradas agotadas en la ciudad de Nueva York, celebraron su segunda evento en conjunto llamado "War of the Worlds".
El 13 de diciembre de 2015, ROH anunció una asociación con la empresa Pro Wrestling Guerrilla (PWG) del sur de California, que permitiría a los luchadores contratados por ROH continuar trabajando para PWG. El 30 de agosto de 2016, ROH anunció la creación de un nuevo título, el Campeonato en Parejas Six-Man de ROH. Los campeones inaugurales fueron coronados en diciembre.
El 9 de noviembre de 2017, el director de operaciones de ROH, Joe Koff, anunció que ROH desarrollaría un servicio de transmisión OTT similar a WWE Network o Global Wrestling Network. El servicio, Honor Club, se presentará el 2 de febrero de 2018 y se lanzará el 19 de febrero. En Final Battle 2017, el 15 de diciembre de 2017, ROH anunció la creación del Campeonato Femenino de Honor, agregando su quinto campeonato y el primero para su división femenina.

### 2018-2020
En 2018, ROH y su antiguo socio New Japan Pro-Wrestling (NJPW) anunciaron un evento conjunto en el Madison Square Garden en la ciudad de Nueva York llamado "G1 Supercard", que será el 6 de abril de 2019. El evento se agotaría rápidamente, y esto sería convertirse en el evento más grande y con mayor asistencia en la historia de ROH. El 1 de septiembre de 2018, los luchadores de ROH Cody Rhodes y The Young Bucks (Matt & Nick Jackson) promocionaron y lucharon en "ALL IN", un evento que se produjo en colaboración con ROH, con luchadores de numerosas promociones que atrajeron a más de 11,000 fanáticos en los suburbios de Chicago. Este fue el primer evento de lucha profesional de Estados Unidos donde no fue promovido por la WWE o la extinta World Championship Wrestling (WCW) en alcanzar la marca de asistencia de 10,000 desde la década de 1990. Después de esto, Rhodes, los Bucks y varios otros luchadores de ROH a nivel de evento principal abandonaron la compañía para comenzar su propia empresa: All Elite Wrestling (AEW). En noviembre de 2018, el CEO de SBG, Chris Ripley, dijo que Ring of Honor está buscando un importante acuerdo nacional de televisión por cable para que pueda ser "algo en la misma luz que la WWE".
En 2019, ROH anunció el lanzamiento de su nuevo programa de desarrollo interno, ROH Dojo. Los luchadores independientes Moses Maddox y Jasper Kaun fueron los primeros en firmar contratos de desarrollo con ROH. También se reveló que la empresa independiente basada en Maryland MCW Pro Wrestling sirve como afiliado de ROH, sirviendo como un campo de entrenamiento adicional para los reclutas de ROH.
La partida del talento principal de Ring of Honor para AEW fue vista por analistas y periodistas como el comienzo de una caída para la empresa anterior, y gran parte de las críticas se centraron en el entonces Campeón Mundial de ROH Matt Taven. Se dijo que los eventos de ROH tuvieron menos compras y asistencia durante el 2019, debido a la falta de talento para el evento principal. En octubre, el productor de ROH, Joey Mercury, abandonó la empresa y los criticó por falta de dirección o por un protocolo de conmoción cerebral. También reveló que ROH dio permiso al entonces Campeona Femenina Kelly Klein para luchar a pesar de sufrir una conmoción cerebral. ROH no renovaría el contrato de Klein y actualmente está programada para abandonar la empresa a fines de 2019.
En enero de 2020, Ring of Honor volvió a contratar a Marty Scurll; se dice que el trato es el más lucrativo en la historia de ROH. Además de ser un luchador, Scurll también fue nombrado jefe de reservas, trabajando con Hunter "Delirious" Johnston. El acuerdo de Scurll le permitió continuar haciendo apariciones en la New Japan Pro-Wrestling y National Wrestling Alliance, donde en la NWA, comenzó una disputa de promoción cruzada con el Campeón Mundial de Peso Pesado de la NWA Nick Aldis. Sin embargo, durante el movimiento Speaking Out, Scurll fue acusado de aprovecharse de una niña de 16 años que estaba ebria. Scurll daría a conocer dos declaraciones en las que no negó las acusaciones, pero afirmó que el encuentro fue consensuado. El 25 de junio, la promoción anunció que iniciaron una investigación sobre las denuncias y fue destituido de su cargo de booker. En enero de 2021, Ring of Honor anunció que Marty Scurll ya no estaba bajo contrato después de que las dos partes acordaron mutuamente separarse.
El 31 de enero de 2020, Ring of Honor anunció el regreso del Campeonato Puro de ROH, con un torneo para coronar al primer Campeón Puro desde 2006. Al mes siguiente, la empresa anunció otro torneo para coronar un nuevo Campeonato Mundial Femenino de ROH, luego de la desactivación del título del Campeoato Mundial Femenil de Honor. Sin embargo, en respuesta a la pandemia de COVID-19 de 2020, Ring of Honor tomaría un descanso de los eventos en vivo a partir de febrero. Las grabaciones televisivas de Ring of Honor Wrestling se reanudarían en agosto en el Chesapeake Employers Insurance Arena (anteriormente conocido como UMBC Event Center) desde la base de la empresa en Maryland, pero sin la asistencia de fanáticos. Los nuevos episodios comenzarían a distribuirse el 12 de septiembre, con un formato renovado, y el comienzo del torneo por el título de Pure. Diez días antes, Ring of Honor lanzó un canal de televisión gratuito con publicidad (FAST) en el servicio de transmisión Stirr, propiedad de Sinclair, llamado "ROH Best On The Planet". Final Battle sería el único evento de pago por evento en este 2020, mientras que las audiencias en vivo regresarían el 11 de julio de 2021 en Best in the World.

### 2021-2022
El 27 de octubre de 2021, se anunció que después de Final Battle, ROH haría una pausa, con un regreso programado tentativamente para la primavera de 2022. Todo el personal fue liberado de sus contratos, como parte de los planes para "Reimagined" a la compañía como un "producto centrado en los fans". Como sucedió durante la pandemia, Ring of Honor Wrestling continuará transmitiéndose durante la pausa con contenido de archivo.
El 2 de marzo de 2022 Tony Khan anunciaría durante el programa AEW Dynamite que compró ROH y que él sería el nuevo propietario de dicha empresa. Con todo esto, Ring of Honor permanecería de manera permanente bajo la administración de Tony Khan.

## El Código de Honor

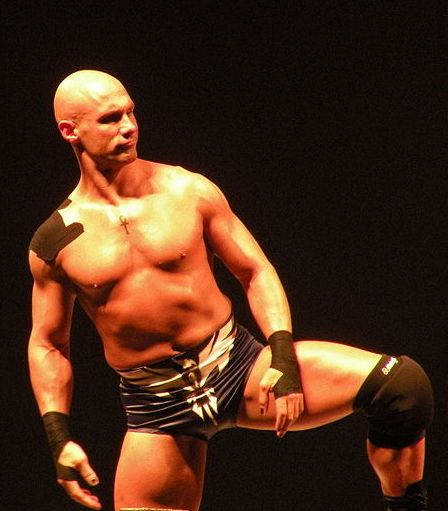
El push de Christopher Daniels como gran heel de ROH se basó en no seguir el Código de Honor.

ROH se diferencia de otras empresas de lucha libre profesional por su "Código de Honor", un conjunto de reglas que dictan lo que los luchadores deben hacer y como comportarse durante los combates. Esto es similar a las luchas de Puroresu japonés. En un principio, este código incluía 5 reglas mencionadas durante todas las producciones:
1. Debes de dar la mano a tu oponente antes y después de cada lucha
2. No hay interferencias externas: no interferir en los combates de otros luchadores o que otros interfieran a tu favor
3. No atacar por la espalda
4. No atacar a los árbitros
5. Cualquier acción que conlleve a una descalificación irá en contra del Código de Honor

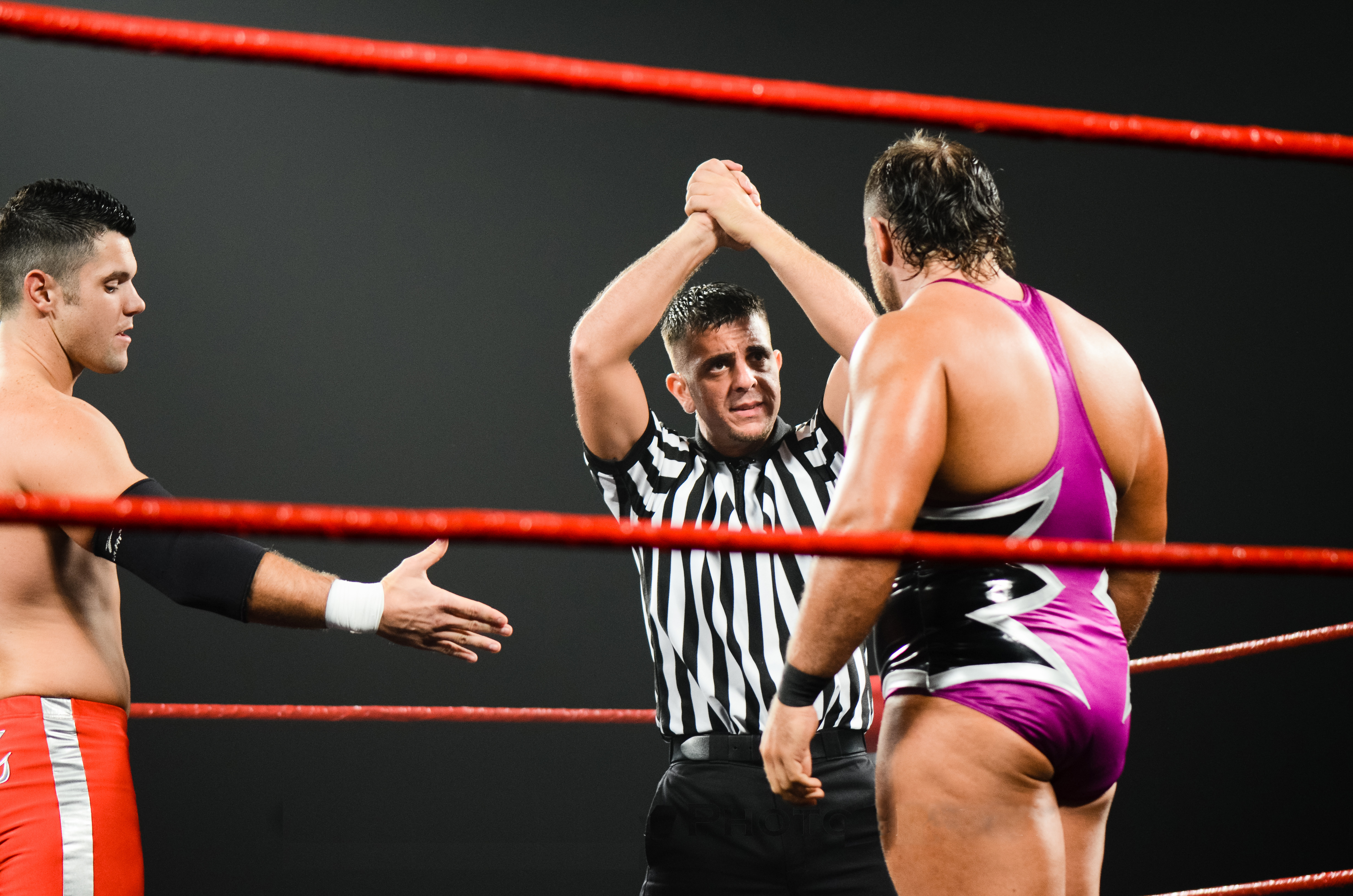
Muestra del Código de Honor. El heel Michael Elgin rechaza darle la mano a Eddie Edwards, mientras que el árbitro intenta convencerle de que lo haga.

Este Código de Honor, especialmente las tres primeras reglas, han permitido que se pudiera pushear a los luchadores heel más rápido que en otras empresas. Por ejemplo, el primer gran heel de la promoción, Christopher Daniels y su stable The Prophecy, rechazaron el dar la mano a sus rivales, rompiendo la primera regla. La cuarta y quinta reglas están destinadas a cómo terminan los combates en ROH (la gran mayoría terminan por pinfall, sumisiones o K.O.). Debido a esas reglas, es muy raro que en ROH una lucha termine con una interferencia externa, un "ref bump" o cualquier otro modo de victoria heel, aunque las pocas veces que esto ocurre, las reacciones del público son más agresivas que en otras promociones. En los primeros días de ROH, los comentaristas decían que (fuera de kayfabe) ser descalificado en un combate significaba que el luchador sería despedido y nunca más lucharía en ROH.
A principios de 2004, el booker de ROH Gabe Sapolsky, creyó que el Código de Honor ya no era tan necesario como antes.
Debido a esto, los luchadores no estaban obligados a seguirlo, aunque se sigue reflejando en tres reglas de la empresa:
1. Darle la mano a tu oponente antes y después de la lucha (si tu respetas a tu oponente)
2. Mantener un alto rendimiento
3. Respetar a los oficiales

## Asociaciones
Aunque fue un poco frecuente, durante su historia, ROH ha trabajado con otras promociones de lucha libre en esfuerzos de colaboración:
| Año                     | Empresa                        |
| ----------------------- | ------------------------------ |
| 2003-2009               | Full Impact Pro                |
| 2005-2011               | Shimmer Women Athletes         |
| 2007-2009               | Pro Wrestling NOAH             |
| 2014-presente           | New Japan Pro-Wrestling        |
| 2017-2019               | Revolution Pro Wrestling       |
| 2019                    | The Crash                      |
| 2022-2024               | Lucha Libre AAA Worldwide      |
| 2022-presente           | All Elite Wrestling            |
| 2016-2021 2023-presente | Consejo Mundial de Lucha Libre |

## Campeonatos actuales
Ring of Honor posee 6 campeonatos principales activos.

## Próximos eventos
En la siguiente tabla, se exponen los eventos actuales de ROH en curso, a la izquierda el que acaba de ocurrir, en medio el evento en producción, y el derecho el evento por realizarse:

| Predecesor: Supercard of Honor 2025 | Death Before Dishonor 2025 5 de septiembre de 2025 | Sucesor: Final Battle 2025 |

## ROH Dojo
ROH también dirigió una escuela de lucha libre profesional. Originalmente llamada "ROH Wrestling Academy", y con sede en Bristol, Pensilvania, ROH anunció en julio de 2016 que al mes siguiente volvería a abrir la escuela como "ROH Dojo" en Baltimore, Maryland. Delirious trabajó como el entrenador principal de la escuela, junto con Cheeseburger y Will Ferrara como sus asistentes. Anteriores entrenadores principales de la academia incluyen a excampeones mundiales de ROH como CM Punk, Austin Aries y Bryan Danielson. De 2005 a 2008, ROH usó un trofeo "Top of the Class" (Primero de la clase, en español) para promover a los estudiantes en los eventos de la empresa; mientras que los luchadores ganan y pierden el trofeo en las luchas, el entrenador principal de la escuela elige a los ganadores.

## Personal de ROH

### Plantel de luchadores y otros

#### Luchadores de ROH

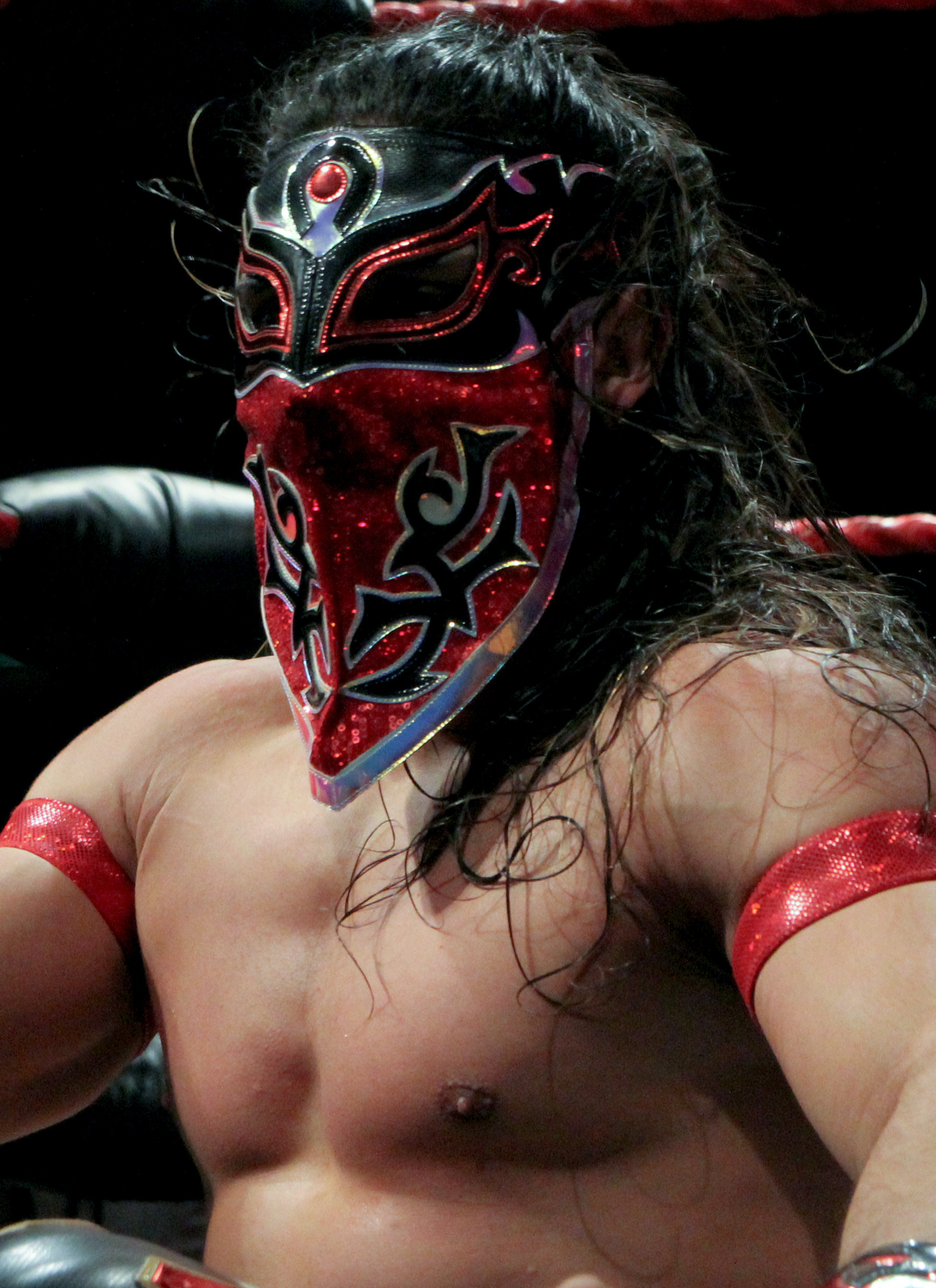
Bandido, campeón mundial de
ROH

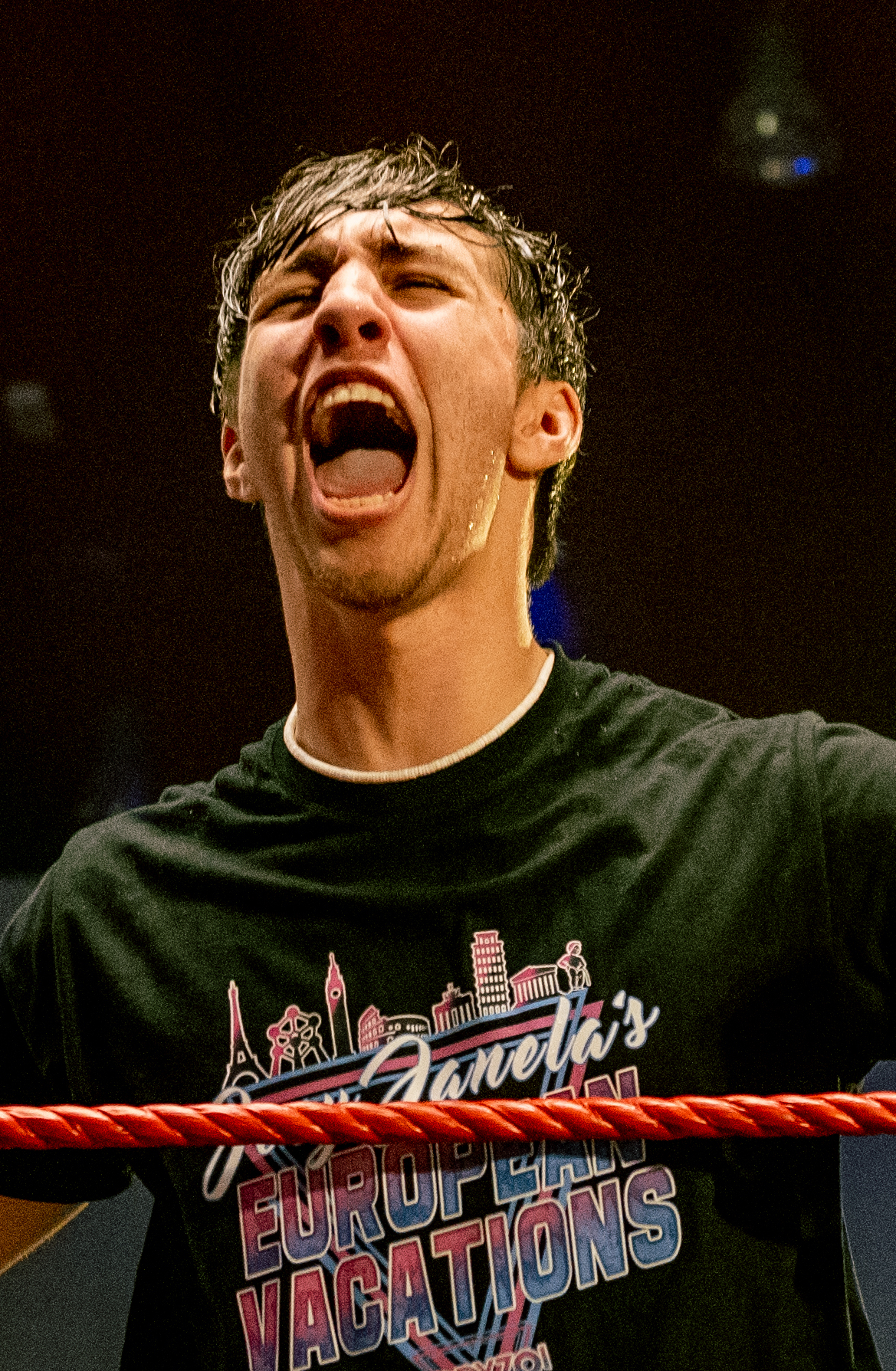
Nick Wayne, campeón mundial televisivo de
ROH

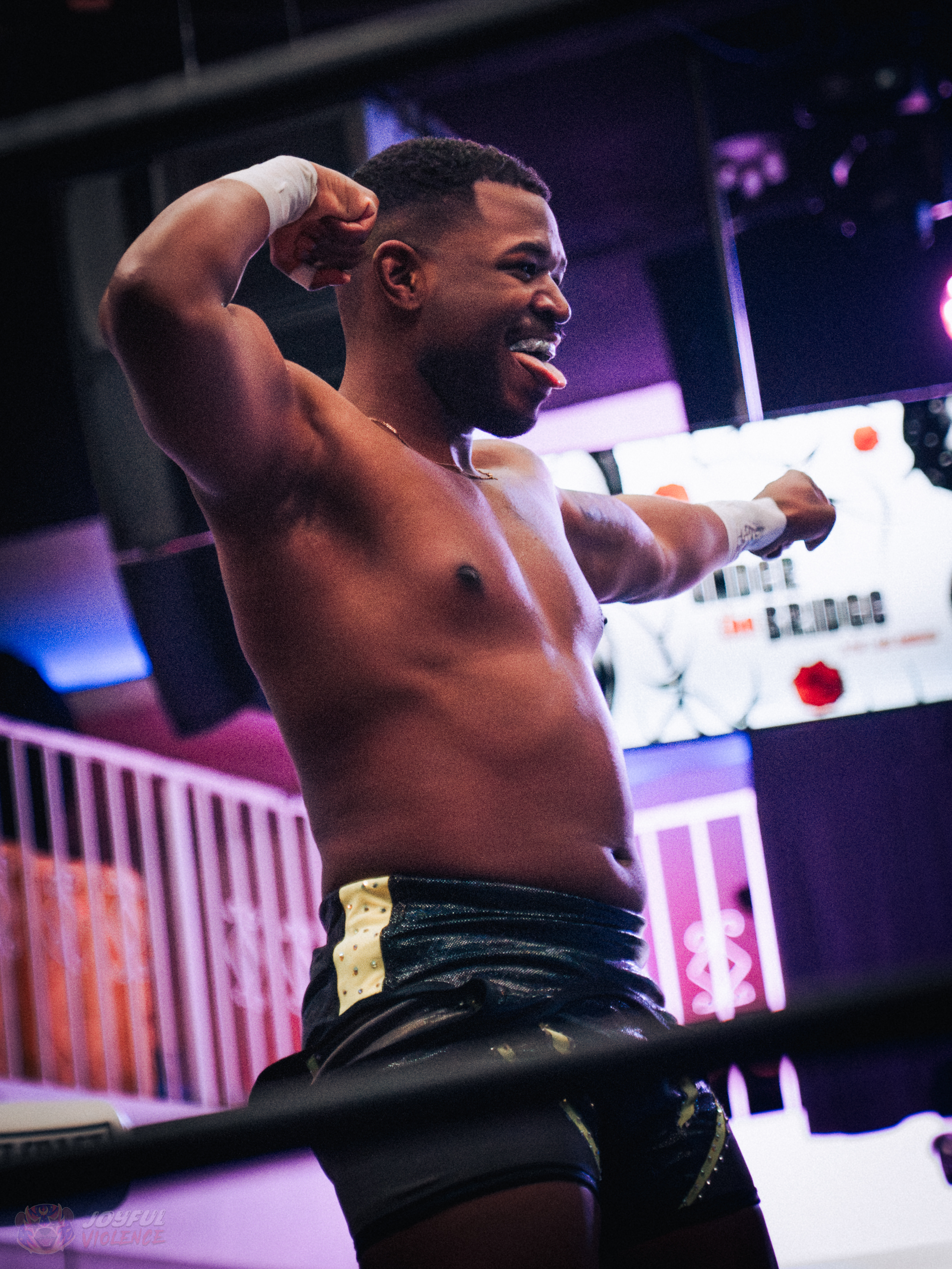
Lee Moriarty, campeón puro de
ROH

| Nombre              | Nombre Real                   | Notas                                                                                     |
| ------------------- | ----------------------------- | ----------------------------------------------------------------------------------------- |
| Action Andretti     | Tyler Andretti                |                                                                                           |
| Alex Zayne          | Alex Zayne                    |                                                                                           |
| Angelo Parker       | Jeffrey Parker                |                                                                                           |
| Angelico            | Adam Bridle                   | Comentarista en Español.                                                                  |
| Anthony Henry       | Anthony Henry                 |                                                                                           |
| AR Fox              | Thomas James "TJ" Balleste    |                                                                                           |
| Atlantis Jr.        | Desconocido                   |                                                                                           |
| Ari Daivari         | Ariya Daivari                 | Entrenador.                                                                               |
| Austin Gunn         | Austin Sopp                   |                                                                                           |
| Bandido             | Desconocido                   | Campeón Mundial de ROH.                                                                   |
| Bishop Kaun         | Bishop Kaun                   |                                                                                           |
| Blake Christian     | Christian Hubble              |                                                                                           |
| Boulder             | Thomas Wansaw Jr.             |                                                                                           |
| Brian Cage          | Brian Christopher Button      |                                                                                           |
| Bronson             | Joseph Fitzpatrick            |                                                                                           |
| Carlie Bravo        | Carlie Bravo                  |                                                                                           |
| Chris Jericho       | Christopher Irvine            | Contrato no exclusivo con NJPW Comentarista Productor Asesor creativo                     |
| Christopher Daniels | Daniel Christopher Covell     |                                                                                           |
| Claudio Castagnoli  | Claudio Castagnoli            |                                                                                           |
| Cole Karter         | Cole McKinney                 |                                                                                           |
| Colt Cabana         | Scott Colton                  | Contrato no exclusivo con NJPW Entrenador.                                                |
| Colten Gunn         | Colten Sopp                   |                                                                                           |
| Dalton Castle       | Brett Giehl                   |                                                                                           |
| Daniel Garcia       | Daniel Garcia                 |                                                                                           |
| Dustin Rhodes       | Dustin Runnels                | Campeón Mundial de Seis Hombres de ROH Campeón Mundial en Parejas de ROH                  |
| Dralístico          | Carlos Muñoz González         |                                                                                           |
| Eddie Kingston      | Edward Moore                  |                                                                                           |
| Eli Isom            | Eli Isom                      |                                                                                           |
| Griff Garrison      | Garrett Griffith              |                                                                                           |
| Jacked Jameson      | Jameson Ryan                  |                                                                                           |
| Jay Lethal          | Jamar Shipman                 |                                                                                           |
| Jay White           | Jamie White                   |                                                                                           |
| JD Drake            | James Dowell                  |                                                                                           |
| JD Griffey          | Jerome Daniel Griffey         |                                                                                           |
| Jeff Cobb           | Jeffrey Cobb                  |                                                                                           |
| Josh Woods          | Joshua Woods                  |                                                                                           |
| Juice Robinson      | Joseph Parker Robinson        |                                                                                           |
| Katsuyori Shibata   | Katsuyori Shibata             |                                                                                           |
| Komander            | Desconocido                   | Campeón Mundial Televisivo de ROH.                                                        |
| Konosuke Takeshita  | Konosuke Takeshita            |                                                                                           |
| Kyle Fletcher       | Kyle Fletcher                 |                                                                                           |
| Lee Johnson         | Lee Johnson                   |                                                                                           |
| Lee Moriarty        | Julian Moriarty               | Campeón Puro de ROH.                                                                      |
| Mansoor             | Mansoor Al-Shehai             |                                                                                           |
| Mark Briscoe        | Mark Pugh                     | Hall of Famer Campeón Mundial de ROH.                                                     |
| Mark Davis          | Davis Passfield               | Inactivo; fractura de muñeca.                                                             |
| Marshall Von Erich  | Marshall Adkisson             | Campeón Mundial de Seis Hombres de ROH                                                    |
| Mason Madden        | Brennan Williams              |                                                                                           |
| Matt Menard         | Matthew Menard-Lee            |                                                                                           |
| Matt Taven          | Matthew Marinelli             |                                                                                           |
| Metalik             | Desconocido                   |                                                                                           |
| Mike Bennett        | Michael Bennett               | Campeón Mundial en Parejas de ROH                                                         |
| Rhett Titus         | Everett Lawrence Titus        |                                                                                           |
| Ross Von Erich      | David Michael Ross Adkisson   | Campeón Mundial de Seis Hombres de ROH                                                    |
| Rush                | William Arturo Muñoz González |                                                                                           |
| Sam Beale           | Samuel Beale                  |                                                                                           |
| Samoa Joe           | Nuufolau Joel Seanoa          | Hall of Famer.                                                                            |
| Sammy Guevara       | Samuel Guevara                | Campeón Mundial en Parejas de ROH                                                         |
| Serpentico          | Jonathan Cruz Rivera          | Comentarista en Español Entrenador También lucha bajo los nombres de Ben Dejo y Jon Cruz. |
| Silas Young         | Caleb DeWall                  |                                                                                           |
| Shane Taylor        | Mark Shepherd                 |                                                                                           |
| Shawn Dean          | Shawn McBride                 |                                                                                           |
| The Beast Mortos    | Desconocido                   |                                                                                           |
| Toa Liona           | Bruce Orlando Leaupepe        |                                                                                           |
| Tony Deppen         | Anthony Deppen                |                                                                                           |
| Tony Nese           | Anthony Nese,                 |                                                                                           |
| Tommy Billington    | Thomas Billington             |                                                                                           |
| Truth Magnum        | Shiloh Mount                  |                                                                                           |
| Turbo Floyd         | Randall Floyd                 |                                                                                           |
| Willie Mack         | Willie McClinton Jr.          |                                                                                           |
| Wheeler Yuta        | Paul Gruber                   |                                                                                           |
| World Famous CB     | Brandon Littlejohn            |                                                                                           |

#### Luchadoras de ROH

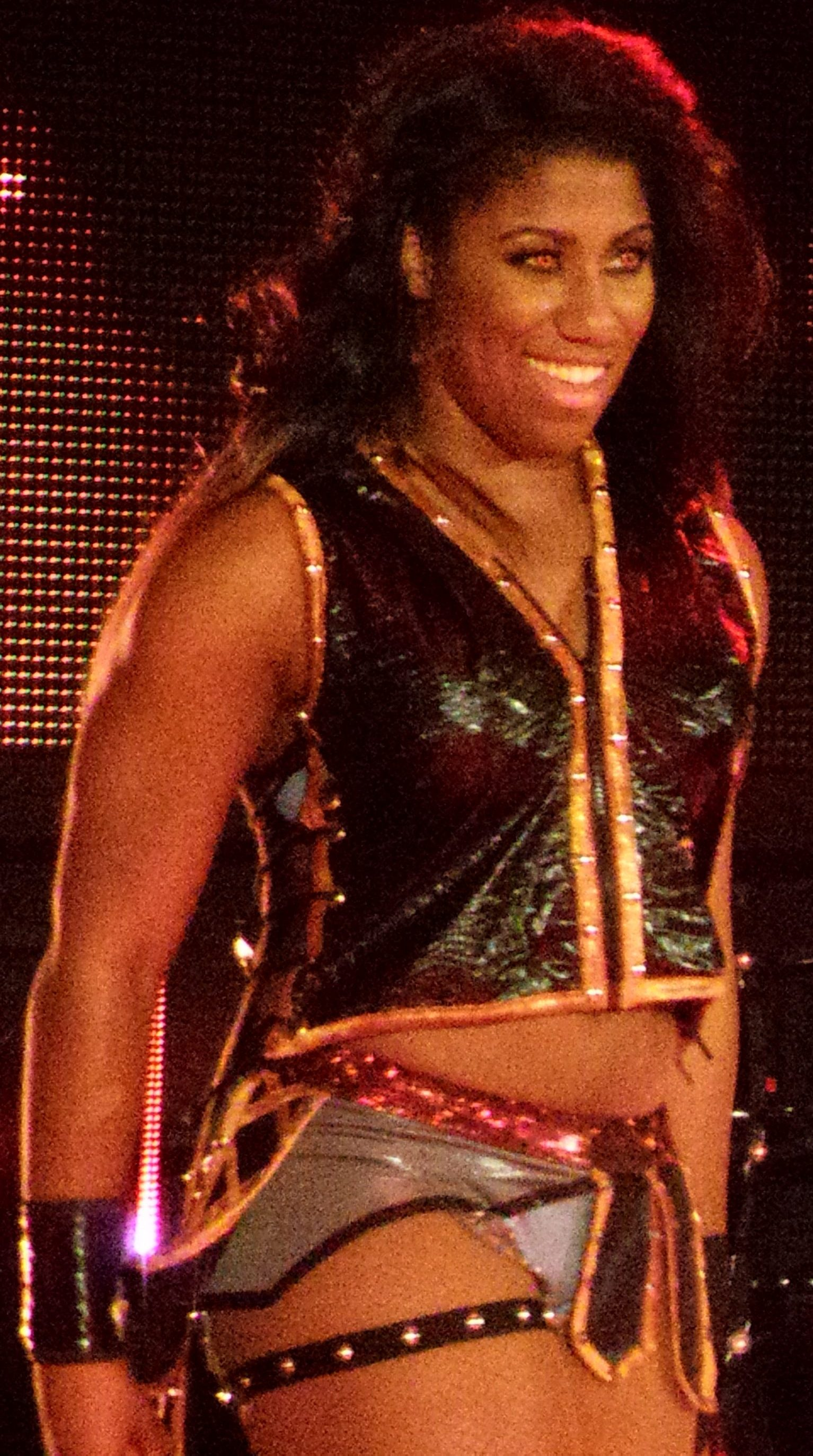
Athena, campeona Mundial Femenina de ROH

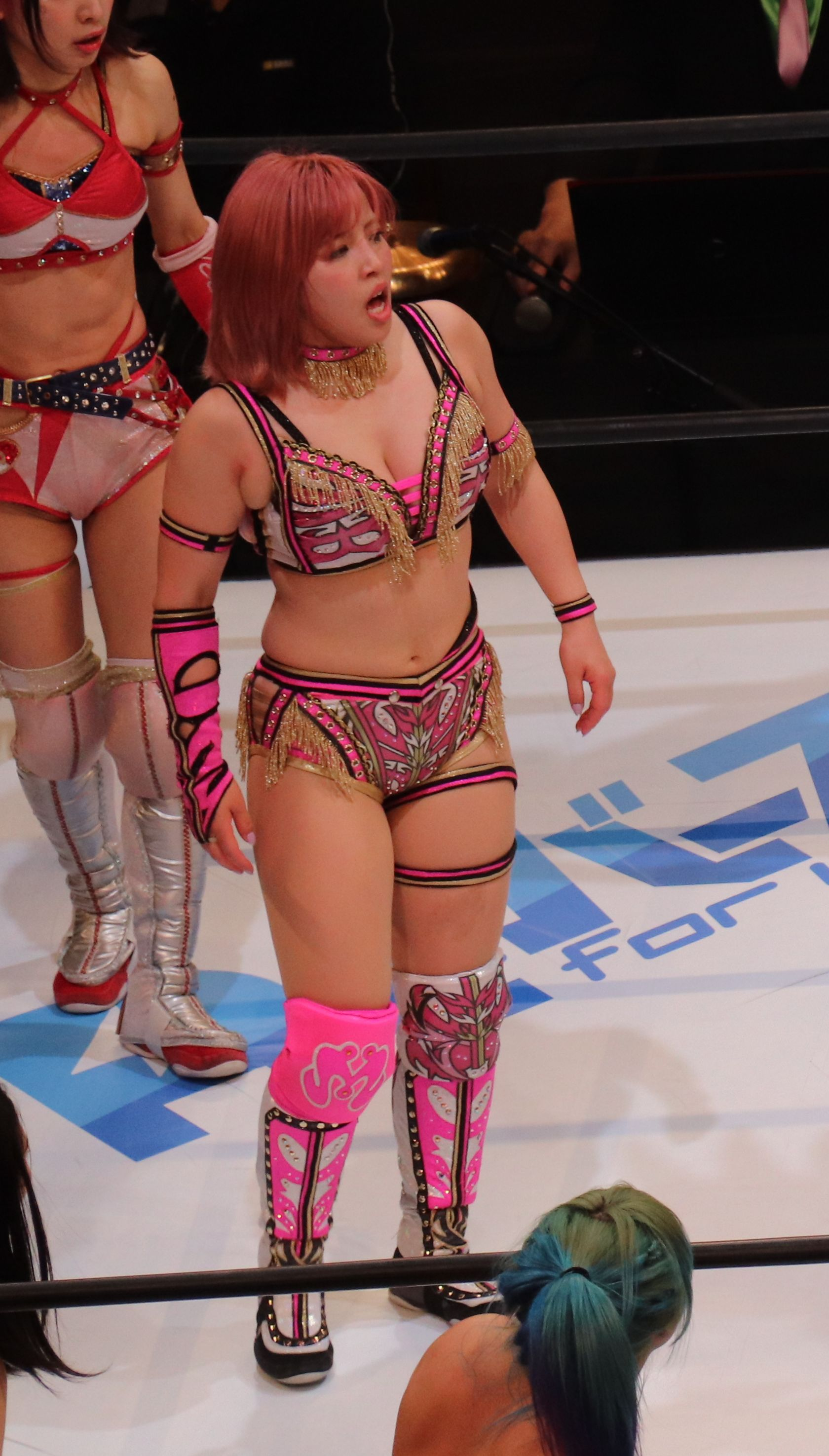
Mina Shirakawa, campeona Mundial Televisiva Femenina Interina de ROH

| Nombre             | Nombre Real            | Notas                                        |
| ------------------ | ---------------------- | -------------------------------------------- |
| Angelica Risk      | Angelica Risk          |                                              |
| Ashley D'Amboise   | Ashley D'Amboise       |                                              |
| Athena             | Adrienne Palmer        | Campeona Mundial Femenina de ROH.            |
| Billie Starkz      | Lillian Bridget        |                                              |
| Charlette Renegade | Charlette Williamson   |                                              |
| Diamante           | Priscilla Zúñiga       |                                              |
| Hanako             | Hanako Ueda            |                                              |
| Kiera Hogan        | Kiera Hogan            |                                              |
| Lady Frost         | Brittany Rae Steding   |                                              |
| Leyla Hirsch       | Leyla Hirsch           |                                              |
| Maria              | Maria Kanellis-Bennett |                                              |
| Marina Shafir      | Marina Shafir          |                                              |
| Mercedes Martinez  | Jazmin Benitez         |                                              |
| Mina Shirakawa     | Mina Shirakawa         | Campeona Mundial Televisiva Femenina de ROH. |
| Miranda Alize      | Miranda Ilissa         |                                              |
| Persephone         | Desconocido            |                                              |
| Queen Aminata      | Queen Aminata          |                                              |
| Rachael Ellering   | Rachael K. Ellering    |                                              |
| Red Velvet         | Stephanie M. Cardona   |                                              |
| Robyn Renegade     | Robin Williamson       |                                              |
| Serena Deeb        | Serena Deeb            |                                              |
| Skye Blue          | Skye Dolecki           |                                              |
| Trish Adora        | Patrice Adora McNair   |                                              |
| Utami Hayashishita | Utami Hayashishita     |                                              |

#### Equipos masculinos de ROH
| Nombre                                        | Miembros                                                                      | Notas                                                                            |
| --------------------------------------------- | ----------------------------------------------------------------------------- | -------------------------------------------------------------------------------- |
| AR Fox & Blake Christian                      | AR Fox & Blake Christian                                                      |                                                                                  |
| Daniel Garcia & Daddy Magic and Cool Hand Ang | Daniel Garcia, Angelo Parker & Matt Menard                                    |                                                                                  |
| Death Riders                                  | Claudio Castagnoli & Wheeler Yuta                                             |                                                                                  |
| Gates of Agony                                | Bishop Kaun & Toa Liona                                                       |                                                                                  |
| Grizzled Young Veterans                       | James Drake & Zack Gibson                                                     |                                                                                  |
| Iron Savages                                  | Boulder & Bronson                                                             |                                                                                  |
| La Facción Ingobernable                       | Rush, Dralístico & "Perro Peligroso" Preston Vance.                           |                                                                                  |
| MxM Collection                                | Mansoor & Mason Madden                                                        |                                                                                  |
| Premier Athletes                              | Josh Woods, Ari Daivari y Tony Nese                                           |                                                                                  |
| SAP                                           | Serpentico & Angelico.                                                        |                                                                                  |
| Shane Taylor Promotions                       | Shane Taylor, JD Griffey, Lee Moriarty & Anthony Ogogo                        |                                                                                  |
| Shinobi Shadow Squad                          | World Famous CB & Eli Isom                                                    |                                                                                  |
| The Bang Bang Gang                            | Jay White, Juice Robinson, Austin Gunn & Colten Gunn                          |                                                                                  |
| The Infantry                                  | Shawn Dean & Carlie Bravo                                                     |                                                                                  |
| The Outrunners                                | Turbo Floyd, Truth Magnum & Jacked Jameson                                    |                                                                                  |
| The Son of Texas                              | Dustin Rhodes & Sammy Guevara                                                 | Campeones Mundiales en Parejas de ROH                                            |
| The Undisputed Kingdom                        | Adam Cole, Matt Taven, Mike Bennett, Roderick Strong, Wardlow & Kyle O'Reilly |                                                                                  |
| The Von Erichs                                | Marshall & Ross Von Erich                                                     | Campeones Mundiales en Parejas de Seis Hombres de ROH. (junto con Dustin Rhodes) |
| Top Flight                                    | Darius & Dante Martin                                                         |                                                                                  |

#### Personal secundario al aire
| Nombre                | Nombre Real            | Notas                                           |
| --------------------- | ---------------------- | ----------------------------------------------- |
| Cary Silkin           | Cary Silkin            | Embajador Hall of Famer.                        |
| Jerry Lynn            | Jeremy Lynn            | Miembro del Consejo de Administración.          |
| José the Assistant    | José García            | Mánager de La Facción Ingobernable.             |
| Maria Kanellis        | Maria Kanellis-Bennett | Mánager de Griff Garrison & Anthony Henry       |
| "Smart" Mark Sterling | Mark Ptasnik           | Mánager de Premier Athletes                     |
| Sonjay Dutt           | Retesh Bhalla          | Productor Mánager de Jay Lethal & Satnam Singh. |
| Stokely Hathaway      | Stokely Hathaway       | Miembro del Consejo de Administración           |

#### Equipo de transmisión
| Nombre           | Nombre Real     | Notas                                          |
| ---------------- | --------------- | ---------------------------------------------- |
| Alex Abrahantes  | Alex Abrahantes | Comentarista en español Mánager de Lucha Bros. |
| Alvaro Riojas    | Alvaro Riojas   | Comentarista en español.                       |
| Angelico         | Adam Bridle     | Comentarista en español.                       |
| Bobby Cruise     | Bobby Cruise    | Anunciador.                                    |
| Caprice Coleman  | Caprice Coleman | Comentarista.                                  |
| Ian Riccaboni    | Ian Riccaboni   | Comentarista.                                  |
| Lexy Nair        | Alexandra Nair  | Entrevistadora de backstage.                   |
| Nigel McGuinness | Steven Haworth  | Comentarista.                                  |

#### Personal Corporativo
| Nombre      | Nombre Real        | Notas                                       |
| ----------- | ------------------ | ------------------------------------------- |
| Cary Silkin | Cary Silkin        | Embajador Hall of Famer.                    |
| Tony Khan   | Antony "Tony" Khan | Director ejecutivo. propietario Presidente. |